# 광산구의회
광산구의회는 광주광역시 광산구 지역을 관할하는 기초의회이다.